# Matica hrvatska

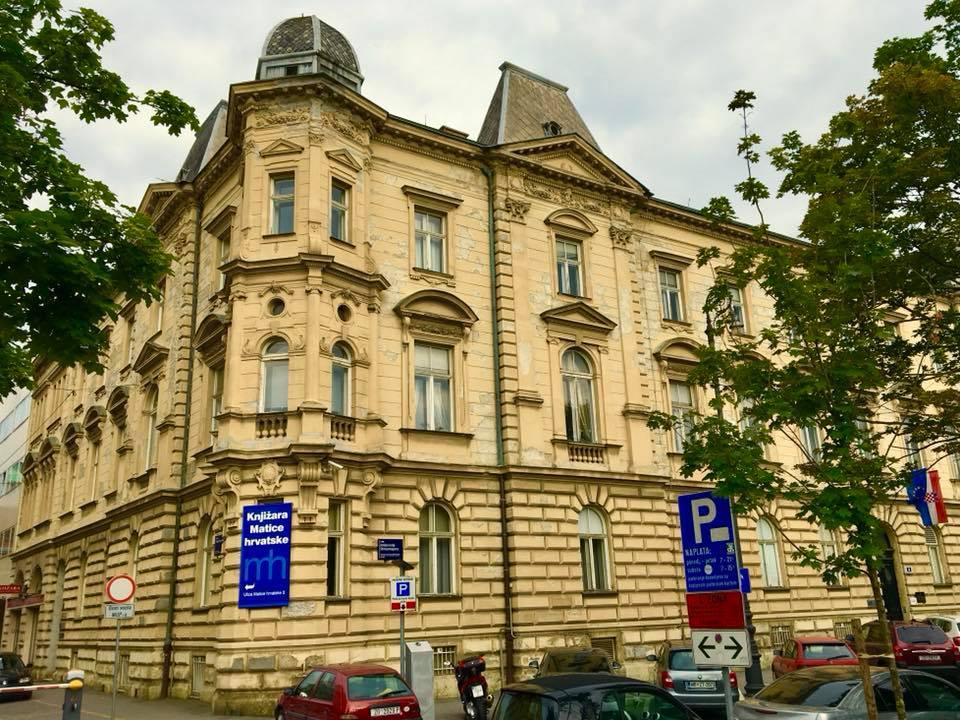
Sede de Matica Hrvatska, en Zagreb.

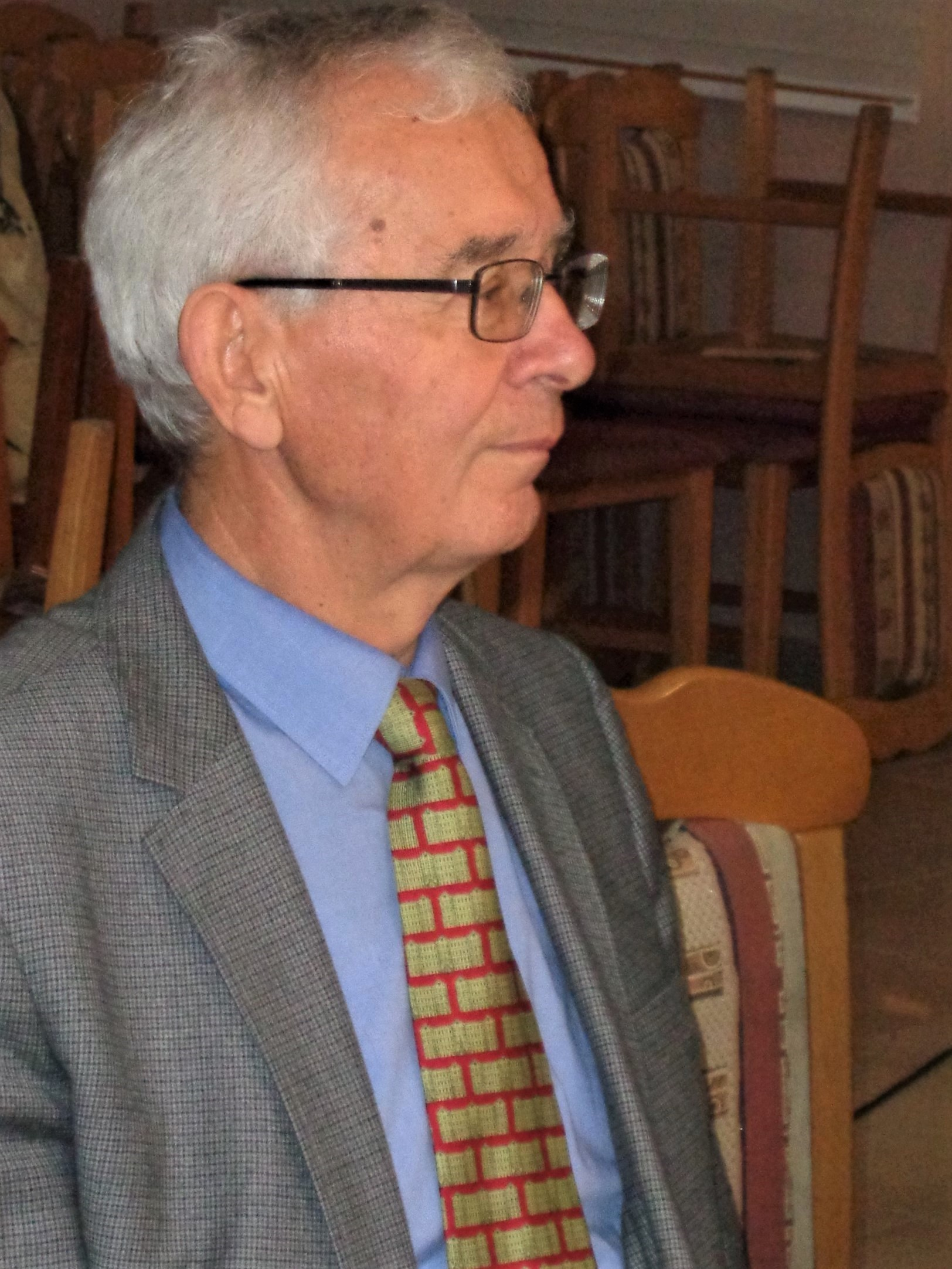
Stipe Botica, Presidente de Matica Hrvatska

Matica hrvatska (pronunciado /mátitsa jervátska/; en latín: Matrix Croatica; en español: Matriz o Centro Croata) es la institución cultural no gubernamental y sin ánimo de lucro más antigua de Croacia. Fue fundada el 2 de febrero de 1842 por el conde Janko Drašković y otros miembros destacados del movimiento ilirio, durante el Renacimiento nacional croata (1835-1874). Sus principales objetivos incluyen la promoción de la identidad nacional y cultural de Croacia en los terrenos del arte, la ciencia, la creación, la economía y la vida pública, además del fomento del desarrollo social del país.
En la sede de la institución, situada en el centro de Zagreb, se celebran anualmente más de un centenar de presentaciones de libros, simposios científicos, conferencias profesionaleles y académicas, así como conciertos de música clásica.
Matica hrvatska es también una de las mayores y más importantes editora de libros y revistas en Croacia. Entre las revistas de Matica destacan Vijenac (La Guirnalda, revista de literatura), Hrvatska revija (Revista croata, cuatrimestral de historia, literatura y opinión) y Kolo (revista literaria). En lo relativo a la edición de libros, es especialmente famosa la colección denominada Stoljeća hrvatske književnosti (Siglos de literatura croata).
En la actualidad (2018), Matica tiene 122 sedes, la mayoría en Croacia (98), y el resto distribuidas en diversos países europeos: Austria (1), Bosnia-Herzegovina (13), Alemania (3), Hungría (3), Montenegro (1), Serbia (1) y Eslovenia (1).

## Otrasmatica(matrices) eslavas
Instituciones similares a Matica hrvatska existen en otros países eslavos, en particular en la antigua Yugoslavia (Matica srpska en Serbia, Matica slovenska en Eslovenia) y la antigua Checoslovaquia (Matice ceska en Bohemia, actual República Checa y Matice slovenska en Eslovaquia). En su mayoría, estas fundaciones emergieron a lo largo del siglo XIX como instrumentos culturales de los respectivos nacionalismos románticos, culturales y lingüísticos de la región. Fundada en 1842, Matica hrvatska es la tercera matica más antigua.